# Protammina
Le protammine o protamine sono piccole proteine nucleari molto basiche per l'alto contenuto di arginina (Fino al 50%) che rimpiazzano gli istoni alla fine della fase aploide della spermiogenesi; sono ritenute essenziali per la stabilizzazione del DNA e la condensazione degli spermatociti.

## Esempi nel mondo animale
I topi, gli esseri umani e certi pesci hanno due o più tipi di protamine; gli spermatociti di toro, cinghiale, ratto, coniglio, porcellino d'India e ariete hanno, invece, solo una forma di protamina.

### Nell'uomo
Le due protamine dell'uomo sono denominate PRM1 e PRM2.

### Nei pesci
Esempi di protamine dai pesci sono:
- salmina nel salmone
- clupeina nell'aringa (Clupea harengus )
- iridina nella trota iridea
- tinnina nel tonno
- stellina nello storione (Acipenser stellatus)
- scilliorinina in certi squali (Scyliorhinidae)

## Utilizzo in medicina
I sali di protamina, in particolare il solfato e il cloridrato, sono un antidoto per il sovradosaggio di eparina. Una versione a catena ridotta della protamina è stata creata per ridurre il rischio di reazioni anafilattiche successive alla somministrazione.
Addizionate all'insulina, ne rallenta la crescita della concentrazione plasmatica e ne aumenta la durata d'azione.